# Menhir (bateau)
 (août 2022).
Le Menhir est un classe de dériveur lesté. Le Menhir est très réputé, notamment pour sa stabilité (au regard de ses caractéristiques) et une simplicité d'utilisation qui en font un voilier idéal pour l’apprentissage.

## Historique et description

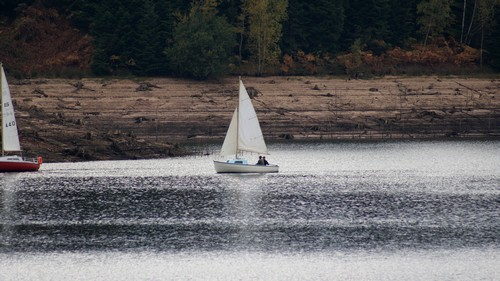
Menhir sur le lac de Pierre Percée (54)

Dessiné à la fin des années 1960 par l'architecte Chistian Maury des chantiers Lanaverre, le Menhir est un voilier disposant d'une cabine avec un double couchage dont le confort des plus simples n'en est pas moins accueillant.
D'une masse de 280 kg, il dispose d'un lest de 100 kg supplémentaires disposé en avant et en arrière de la dérive repliable. Sa longueur de 4,75 m et sa largeur de 1,92 m lui permettent d'obtenir un cokpit très confortable avec de nombreux rangements et une large ouverture qui ont aussi permis au Menhir de se développer dans le domaine de la pêche-promenade.
Sa grand-voile de 8,25 m2 et son génois de 4 m2 lui permettent de se déplacer à une bonne allure lorsque le vent est suffisant. S'il n'est pas destiné à la compétition, il reste un allié très sympathique pour les sorties en famille et permet d'acquérir les bonnes bases de la navigation.